# Lilaeopsis macloviana
Lilaeopsis macloviana là một loài thực vật có hoa trong họ Hoa tán. Loài này được (Gand.) A.W. Hill mô tả khoa học đầu tiên năm 1927.